# Пулсано
Пулсано (итал. Pulsano) је насеље у Италији, у округу Таранто, региону Апулија.
Према процени из 2011. у насељу је живело 9197 становника. Насеље се налази на надморској висини од 42 м.

## Становништво
Према резултатима пописа становништва 2011. у општини је живело 11.062 становника.
| 1931. | 1936. | 1951. | 1961. | 1971. | 1981. | 1991.  | 2001.  | 2011.  |
| ----- | ----- | ----- | ----- | ----- | ----- | ------ | ------ | ------ |
| 4.391 | 4.590 | 6.309 | 6.888 | 7.199 | 9.167 | 10.216 | 10.240 | 11.062 |